# Eleições autárquicas portuguesas de 1985 no distrito de Leiria
| Eleições autárquicas portuguesas de 1985 Distritos: Aveiro \| Beja \| Braga \| Bragança \| Castelo Branco \| Coimbra \| Évora \| Faro \| Guarda \| Leiria \| Lisboa \| Portalegre \| Porto \| Santarém \| Setúbal \| Viana do Castelo \| Vila Real \| Viseu \| Açores \| Madeira |

## Resultados por concelho
Os resultados nos concelhos do distrito de Leiria foram os seguintes:

### Alcobaça
| Partido                 | Partido                  | Votos  | %               | +/-   | Vereadores | +/-     |
| ----------------------- | ------------------------ | ------ | --------------- | ----- | ---------- | ------- |
|                         | Partido Social Democrata | 15 626 | 64,87 / 100,00  | -     | 5 / 7      | -       |
|                         | Partido Socialista       | 5 477  | 22,74 / 100,00  | 17,53 | 2 / 7      | 1       |
|                         | Aliança Povo Unido       | 1 992  | 8,27 / 100,00   | 0,71  | 0 / 7      | Estável |
| Votos Inválidos         | Votos Inválidos          | 993    | 4,12 / 100,00   | 0,92  |            |         |
| Total                   | Total                    | 24 088 | 100,00 / 100,00 |       | 7 / 7      |         |
| Eleitorado/Participação | Eleitorado/Participação  | 41 572 | 57,94 / 100,00  | 8,12  |            |         |

### Alvaiázere
| Partido                 | Partido                   | Votos | %               | +/-   | Vereadores | +/-     |
| ----------------------- | ------------------------- | ----- | --------------- | ----- | ---------- | ------- |
|                         | Partido Social Democrata  | 3 227 | 54,81 / 100,00  | 24,29 | 3 / 5      | 1       |
|                         | Centro Democrático Social | 2 385 | 40,51 / 100,00  | 19,36 | 2 / 5      | 1       |
|                         | Aliança Povo Unido        | 76    | 1,29 / 100,00   | 0,31  | 0 / 5      | Estável |
| Votos Inválidos         | Votos Inválidos           | 200   | 3,40 / 100,00   | 0,75  |            |         |
| Total                   | Total                     | 5 888 | 100,00 / 100,00 |       | 5 / 5      |         |
| Eleitorado/Participação | Eleitorado/Participação   | 8 885 | 66,27 / 100,00  | 1,68  |            |         |

### Ansião
| Partido                 | Partido                   | Votos  | %               | +/-  | Vereadores | +/-     |
| ----------------------- | ------------------------- | ------ | --------------- | ---- | ---------- | ------- |
|                         | Partido Social Democrata  | 4 837  | 64,81 / 100,00  | -    | 6 / 7      | -       |
|                         | Partido Socialista        | 1 393  | 18,67 / 100,00  | 3,53 | 1 / 7      | Estável |
|                         | Centro Democrático Social | 711    | 9,53 / 100,00   | -    | 0 / 7      | -       |
|                         | Aliança Povo Unido        | 287    | 3,85 / 100,00   | 1,57 | 0 / 7      | Estável |
| Votos Inválidos         | Votos Inválidos           | 235    | 3,15 / 100,00   | 0,21 |            |         |
| Total                   | Total                     | 7 463  | 100,00 / 100,00 |      | 7 / 7      |         |
| Eleitorado/Participação | Eleitorado/Participação   | 12 048 | 61,94 / 100,00  | 2,78 |            |         |

### Batalha
| Partido                 | Partido                   | Votos  | %               | +/-  | Vereadores | +/-     |
| ----------------------- | ------------------------- | ------ | --------------- | ---- | ---------- | ------- |
|                         | Partido Social Democrata  | 3 971  | 60,50 / 100,00  | 7,71 | 5 / 7      | 2       |
|                         | Centro Democrático Social | 1 233  | 18,78 / 100,00  | 2,83 | 1 / 7      | Estável |
|                         | Partido Socialista        | 1 016  | 15,48 / 100,00  | 2,85 | 1 / 7      | Estável |
|                         | Aliança Povo Unido        | 118    | 1,80 / 100,00   | 0,38 | 0 / 7      | Estável |
| Votos Inválidos         | Votos Inválidos           | 226    | 3,45 / 100,00   | 1,01 |            |         |
| Total                   | Total                     | 6 564  | 100,00 / 100,00 |      | 7 / 7      | 2       |
| Eleitorado/Participação | Eleitorado/Participação   | 10 139 | 64,74 / 100,00  | 3,64 |            |         |

### Bombarral
| Partido                 | Partido                       | Votos  | %               | +/-  | Vereadores | +/-     |
| ----------------------- | ----------------------------- | ------ | --------------- | ---- | ---------- | ------- |
|                         | Centro Democrático Social     | 2 350  | 36,23 / 100,00  | 7,46 | 3 / 7      | 1       |
|                         | Partido Social Democrata      | 1 820  | 28,06 / 100,00  | 7,46 | 2 / 7      | 1       |
|                         | Aliança Povo Unido            | 984    | 15,17 / 100,00  | 2,73 | 1 / 7      | Estável |
|                         | Partido Socialista            | 822    | 12,67 / 100,00  | 1,08 | 1 / 7      | Estável |
|                         | Partido Renovador Democrático | 315    | 4,86 / 100,00   | Novo | 0 / 7      | Novo    |
| Votos Inválidos         | Votos Inválidos               | 195    | 3,00 / 100,00   | 1,06 |            |         |
| Total                   | Total                         | 6 486  | 100,00 / 100,00 |      | 7 / 7      |         |
| Eleitorado/Participação | Eleitorado/Participação       | 11 150 | 58,17 / 100,00  | 8,64 |            |         |

### Caldas da Rainha
| Partido                 | Partido                       | Votos  | %               | +/-   | Vereadores | +/-     |
| ----------------------- | ----------------------------- | ------ | --------------- | ----- | ---------- | ------- |
|                         | Partido Social Democrata      | 8 571  | 46,41 / 100,00  | 17,32 | 4 / 7      | 2       |
|                         | Partido Socialista            | 2 951  | 15,98 / 100,00  | 4,16  | 1 / 7      | Estável |
|                         | Partido Renovador Democrático | 2 622  | 14,20 / 100,00  | Novo  | 1 / 7      | Novo    |
|                         | Centro Democrático Social     | 2 377  | 12,87 / 100,00  | 23,36 | 1 / 7      | 2       |
|                         | Aliança Povo Unido            | 1 363  | 7,38 / 100,00   | 3,36  | 0 / 7      | 1       |
| Votos Inválidos         | Votos Inválidos               | 585    | 3,16 / 100,00   | 0,67  |            |         |
| Total                   | Total                         | 18 469 | 100,00 / 100,00 |       | 7 / 7      |         |
| Eleitorado/Participação | Eleitorado/Participação       | 33 652 | 54,88 / 100,00  | 7,26  |            |         |

### Castanheira de Pêra
| Partido                 | Partido                       | Votos | %               | +/-   | Vereadores | +/-     |
| ----------------------- | ----------------------------- | ----- | --------------- | ----- | ---------- | ------- |
|                         | Partido Socialista            | 1 956 | 67,49 / 100,00  | 3,23  | 4 / 5      | Estável |
|                         | Partido Social Democrata      | 527   | 18,18 / 100,00  | 10,91 | 1 / 5      | Estável |
|                         | Partido Renovador Democrático | 306   | 10,56 / 100,00  | Novo  | 0 / 5      | Novo    |
|                         | Aliança Povo Unido            | 31    | 1,07 / 100,00   | 1,42  | 0 / 5      | Estável |
| Votos Inválidos         | Votos Inválidos               | 78    | 2,69 / 100,00   | 1,47  |            |         |
| Total                   | Total                         | 2 898 | 100,00 / 100,00 |       | 5 / 5      |         |
| Eleitorado/Participação | Eleitorado/Participação       | 3 953 | 73,31 / 100,00  | 1,98  |            |         |

### Figueiró dos Vinhos
| Partido                 | Partido                   | Votos | %               | +/-  | Vereadores | +/-     |
| ----------------------- | ------------------------- | ----- | --------------- | ---- | ---------- | ------- |
|                         | Partido Social Democrata  | 3 056 | 59,51 / 100,00  | 1,36 | 4 / 5      | Estável |
|                         | Partido Socialista        | 1 496 | 29,13 / 100,00  | 5,14 | 1 / 5      | Estável |
|                         | Centro Democrático Social | 347   | 6,76 / 100,00   | 6,29 | 0 / 5      | Estável |
|                         | Aliança Povo Unido        | 61    | 1,19 / 100,00   | 0,03 | 0 / 5      | Estável |
| Votos Inválidos         | Votos Inválidos           | 175   | 3,41 / 100,00   | 0,18 |            |         |
| Total                   | Total                     | 5 135 | 100,00 / 100,00 |      | 5 / 5      |         |
| Eleitorado/Participação | Eleitorado/Participação   | 7 389 | 69,50 / 100,00  | 2,19 |            |         |

### Leiria
| Partido                 | Partido                       | Votos  | %               | +/-   | Vereadores | +/-     |
| ----------------------- | ----------------------------- | ------ | --------------- | ----- | ---------- | ------- |
|                         | Centro Democrático Social     | 19 950 | 45,00 / 100,00  | 7,77  | 5 / 9      | 1       |
|                         | Partido Social Democrata      | 13 701 | 30,90 / 100,00  | 0,08  | 3 / 9      | Estável |
|                         | Partido Socialista            | 4 695  | 10,59 / 100,00  | 10,02 | 1 / 9      | 1       |
|                         | Aliança Povo Unido            | 2 507  | 5,65 / 100,00   | 1,85  | 0 / 9      | Estável |
|                         | Partido Renovador Democrático | 2 024  | 4,57 / 100,00   | Novo  | 0 / 9      | Novo    |
| Votos Inválidos         | Votos Inválidos               | 1 456  | 3,29 / 100,00   | 0,39  |            |         |
| Total                   | Total                         | 44 333 | 100,00 / 100,00 |       | 9 / 9      |         |
| Eleitorado/Participação | Eleitorado/Participação       | 72 823 | 60,88 / 100,00  | 6,86  |            |         |

### Marinha Grande
| Partido                 | Partido                                | Votos  | %               | +/-  | Vereadores | +/-     |
| ----------------------- | -------------------------------------- | ------ | --------------- | ---- | ---------- | ------- |
|                         | Aliança Povo Unido                     | 7 945  | 51,96 / 100,00  | 4,05 | 4 / 7      | Estável |
|                         | Partido Socialista                     | 5 302  | 34,68 / 100,00  | 6,42 | 3 / 7      | 1       |
|                         | Partido Renovador Democrático          | 1 220  | 7,98 / 100,00   | Novo | 0 / 7      | Novo    |
|                         | Partido Operário de Unidade Socialista | 129    | 0,84 / 100,00   | 0,06 | 0 / 7      | Estável |
|                         | União Democrática Popular              | 124    | 0,81 / 100,00   | 0,41 | 0 / 7      | Estável |
|                         | PCTP/MRPP                              | 69     | 0,45 / 100,00   | -    | 0 / 7      | -       |
| Votos Inválidos         | Votos Inválidos                        | 501    | 3,28 / 100,00   | 0,09 |            |         |
| Total                   | Total                                  | 15 290 | 100,00 / 100,00 |      | 7 / 7      |         |
| Eleitorado/Participação | Eleitorado/Participação                | 24 206 | 63,17 / 100,00  | 8,45 |            |         |

### Nazaré
| Partido                 | Partido                       | Votos  | %               | +/-  | Vereadores | +/-  |
| ----------------------- | ----------------------------- | ------ | --------------- | ---- | ---------- | ---- |
|                         | Partido Socialista            | 3 062  | 43,07 / 100,00  | 3,99 | 3 / 7      | 1    |
|                         | Partido Social Democrata      | 2 475  | 34,81 / 100,00  | -    | 3 / 7      | -    |
|                         | Partido Renovador Democrático | 785    | 11,04 / 100,00  | Novo | 1 / 7      | Novo |
|                         | Aliança Povo Unido            | 531    | 7,47 / 100,00   | 9,62 | 0 / 7      | 1    |
| Votos Inválidos         | Votos Inválidos               | 257    | 3,61 / 100,00   | 1,09 |            |      |
| Total                   | Total                         | 7 110  | 100,00 / 100,00 |      | 7 / 7      |      |
| Eleitorado/Participação | Eleitorado/Participação       | 11 780 | 60,36 / 100,00  | 2,94 |            |      |

### Óbidos
| Partido                 | Partido                  | Votos | %               | +/-  | Vereadores | +/-     |
| ----------------------- | ------------------------ | ----- | --------------- | ---- | ---------- | ------- |
|                         | Partido Socialista       | 2 717 | 57,18 / 100,00  | 4,52 | 3 / 5      | Estável |
|                         | Partido Social Democrata | 1 532 | 32,24 / 100,00  | -    | 2 / 5      | -       |
|                         | Aliança Povo Unido       | 340   | 7,15 / 100,00   | 1,25 | 0 / 5      | Estável |
| Votos Inválidos         | Votos Inválidos          | 163   | 3,43 / 100,00   | 2,76 |            |         |
| Total                   | Total                    | 4 752 | 100,00 / 100,00 |      | 5 / 5      |         |
| Eleitorado/Participação | Eleitorado/Participação  | 8 525 | 55,74 / 100,00  | 7,38 |            |         |

### Pedrógão Grande
| Partido                 | Partido                       | Votos | %               | +/-   | Vereadores | +/-     |
| ----------------------- | ----------------------------- | ----- | --------------- | ----- | ---------- | ------- |
|                         | Partido Social Democrata      | 1 861 | 65,16 / 100,00  | 8,26  | 4 / 5      | 1       |
|                         | Partido Socialista            | 523   | 18,31 / 100,00  | 2,91  | 1 / 5      | Estável |
|                         | Partido Renovador Democrático | 167   | 5,85 / 100,00   | Novo  | 0 / 5      | Novo    |
|                         | Centro Democrático Social     | 160   | 5,60 / 100,00   | 11,41 | 0 / 5      | 1       |
|                         | Aliança Povo Unido            | 41    | 1,44 / 100,00   | 0,13  | 0 / 5      | Estável |
| Votos Inválidos         | Votos Inválidos               | 104   | 3,64 / 100,00   | 0,34  |            |         |
| Total                   | Total                         | 2 856 | 100,00 / 100,00 |       | 5 / 5      |         |
| Eleitorado/Participação | Eleitorado/Participação       | 4 749 | 60,14 / 100,00  | 2,54  |            |         |

### Peniche
| Partido                 | Partido                   | Votos  | %               | +/-   | Vereadores | +/- |
| ----------------------- | ------------------------- | ------ | --------------- | ----- | ---------- | --- |
|                         | Partido Social Democrata  | 4 359  | 38,99 / 100,00  | 4,90  | 3 / 7      | 1   |
|                         | Aliança Povo Unido        | 3 743  | 33,48 / 100,00  | 7,12  | 3 / 7      | 1   |
|                         | Partido Socialista        | 2 080  | 18,60 / 100,00  | 17,49 | 1 / 7      | 2   |
|                         | Centro Democrático Social | 594    | 5,31 / 100,00   | -     | 0 / 7      | -   |
| Votos Inválidos         | Votos Inválidos           | 405    | 3,62 / 100,00   | 0,16  |            |     |
| Total                   | Total                     | 11 181 | 100,00 / 100,00 |       | 7 / 7      |     |
| Eleitorado/Participação | Eleitorado/Participação   | 19 206 | 58,22 / 100,00  | 13,73 |            |     |

### Pombal
| Partido                 | Partido                   | Votos  | %               | +/-   | Vereadores | +/-     |
| ----------------------- | ------------------------- | ------ | --------------- | ----- | ---------- | ------- |
|                         | Partido Socialista        | 11 377 | 51,17 / 100,00  | 15,22 | 4 / 7      | 1       |
|                         | Partido Social Democrata  | 7 819  | 35,17 / 100,00  | 0,18  | 3 / 7      | Estável |
|                         | Centro Democrático Social | 1 847  | 8,31 / 100,00   | 13,44 | 0 / 7      | 1       |
|                         | Aliança Povo Unido        | 406    | 1,83 / 100,00   | 1,16  | 0 / 7      | Estável |
| Votos Inválidos         | Votos Inválidos           | 786    | 3,54 / 100,00   | 0,76  |            |         |
| Total                   | Total                     | 22 235 | 100,00 / 100,00 |       | 7 / 7      |         |
| Eleitorado/Participação | Eleitorado/Participação   | 41 244 | 53,91 / 100,00  | 0,49  |            |         |

### Porto de Mós
| Partido                 | Partido                   | Votos  | %               | +/-  | Vereadores | +/-     |
| ----------------------- | ------------------------- | ------ | --------------- | ---- | ---------- | ------- |
|                         | Partido Social Democrata  | 4 962  | 47,17 / 100,00  | -    | 4 / 7      | -       |
|                         | Centro Democrático Social | 3 059  | 29,08 / 100,00  | -    | 2 / 7      | -       |
|                         | Partido Socialista        | 1 160  | 11,03 / 100,00  | 1,09 | 1 / 7      | Estável |
|                         | Aliança Povo Unido        | 857    | 8,15 / 100,00   | 3,96 | 0 / 7      | 1       |
| Votos Inválidos         | Votos Inválidos           | 481    | 4,57 / 100,00   | 0,68 |            |         |
| Total                   | Total                     | 10 519 | 100,00 / 100,00 |      | 7 / 7      |         |
| Eleitorado/Participação | Eleitorado/Participação   | 17 579 | 59,84 / 100,00  | 4,14 |            |         |